# Революция 1905 года в Латвии
Революция 1905 года в Латвии (латыш. 1905. gada revolūcija Latvijā) — часть событий революции 1905—1907 годов в Российской империи.
Революционное движение на территории Латвии началось 13 января 1905 года с расстрела проходившего в Риге митинга, продолжилось волной забастовок и вооружёнными столкновениями. В результате в Лифляндии и по всей России сформировалось сильное революционное движение, представленное партиями Бунд, большевиками, меньшевиками, польскими и латышскими социал-демократами.
До осени 1906 года «лесные братья» совершили 211 убийств и покушений, 57 поджогов имений, 372 нападения на волостные управления, почту, казённые учреждения, повреждения телефонных и телеграфных линий, разрушения железнодорожного полотна и крушения поездов, около 500 экспроприаций. Ущерб немецких помещиков от их действий исчисляется в 12 млн рублей.
После II съезда ЛСДРП в июне 1905 года был провозглашён курс на вооружённое восстание и были сформированы группы боевиков, проявившие себя впоследствии по всей Российской империи.
В Курляндской и Лифляндской губернии было введено военное положение. Чтобы подавить восстание, были введены регулярные войска и казачьи части. Более 7000 участников революции были арестованы.

## Причины
Латвийские историки в книге «История Латвии XX века» написали, что неудовлетворённость населения была вызвана специфическими местными причинами: национальными проблемами, политическими и экономическими условиями, и даже моральными аспектами. В учебнике истории Индулиса Кениньша для 5 класса утверждается, что революция проходила под красно-бело-красными флагами и была направлена против политики русификации.
Однако революция 1905 года по всей империи, в том числе в прибалтийских губерниях, носила классовый характер: это было восстание рабочих и крестьян против эксплуататоров. События в Риге 13 января начались как выражение солидарности с петербургскими рабочими, 150-тысячная демонстрация которых была подавлена в «Кровавое воскресенье», 9 января 1905 года.

## Предпосылки
В последней трети XIX века в России происходила вторая промышленная революция, сопровождавшаяся бурным ростом производства, развитием транспорта (в первую очередь железнодорожного) и ростом городского населения. В прибалтийских губерниях доля горожан за 1863—1897 гг. увеличилась на 192,6 % (при росте сельского только на 10,6 %). Как и в других промышленных городах Европы, вновь прибывшие из сельской местности и других регионов рабочие жили скученно, бедно, работали по 10-12 часов в день и почти без выходных.
В Риге накануне революционных событий 1905—1907 годов числилось 60 000 промышленных рабочих из общего населения около 500 тысяч человек. Они были заняты на ряде крупных предприятий, например, «Феникс», «Русско-Балтийский вагонный завод», «Проводник», «Рижская электротехническая фабрика» и других. 70 % всех промышленных предприятий и рабочих Лифляндской и Курляндской губерний находились в Риге, которая в тот момент была третьим по величине городом Российской империи.
Положение рабочих резко ухудшилось в условиях промышленного и финансового кризиса, который начался в 1900-м и продолжался примерно до 1903 года. В этот период довольно широкий размах приобрели новые методы политической борьбы, среди которых наиболее распространённым был метод уличных демонстраций. Одной из самых громких и значимых манифестаций борьбы рабочих за свои права был Рижский бунт 1899 года. К тому же ЛСДРП, основанная в 1904 году, выступила с предложением бойкотировать призыв резервистов и новобранцев в армию в связи с началом боевых действий Русско-японской войны. 10 декабря 1904 года латышские социал-демократы организовали две массовых демонстрации фабричных рабочих, целью которых было добиться срыва проведения мобилизации.

## Хронология
- 12 января 1905 года организована всеобщая политическая стачка. По данным Рижского Биржевого общества, ещё накануне ничто не предвещало такого развития событий, однако «вожакам движения удалось в течение немногих часов прекратить работу почти во всех промышленных заведениях за Двиной и в большей части фабрик в Петербургском предместье, у Кишозера и на Петербургском шоссе. Только в Московском предместье движение совершалось медленнее, так как оно встретило противодействие со стороны работающих здесь в значительном числе русских рабочих. И позднее, при происходивших в течение года остановках работ, постоянно наблюдалось, что русский рабочий менее поддается забастовочному движению и террору, чем латыш»[6].
- 13 января стачка приняла более масштабный характер. Была объявлена манифестация в Риге, которая вышла на набережную Даугавы и направлялась к губернаторскому замку, однако у Железного моста солдаты унтер-офицерской роты открыли огонь по манифестации, что привело к гибели примерно 80 человек и ранению 300 демонстрантов.
- 17 января 1905 года рижские боевики совершили нападение на тайную полицию с целью освободить шесть заключённых. Забастовка, в которой приняло участие около 42 тысяч рабочих, начинает ослабевать: начали работать 26 % забастовавших, к 20 января — 40 %, 24 Января — 83 %[6]. Промышленники пошли навстречу требованиям забастовщиков: на большинстве «машинных предприятий» рабочий день был установлен в 10 часов, кроме субботы. Были сделаны предложения по вопросам организации собраний выборных представителей, помощи рабочим при болезни, страхования рабочих[6].
- С начала февраля забастовка железных дорог. Только к 15 февраля погрузка на Риго-Орловской железной дороге восстановилась[6].
- 1 мая 1905 года первомайская демонстрация.
- 1 мая 1905 года террористический акт против полиции самоуправления.
- июнь 1905 года: II съезд ЛСДРП провозглашает курс на вооружённое восстание[3].
- 10 июля началась забастовка портовых рабочих в Риге. Прекратилась работа на товарных станциях. К 20 июля министру путей сообщения была отослана телеграмма о том, что в Риге скопилось на 2 миллиона масла и яиц, предназначенных на экспорт, затруднилось снабжение города продуктами. Рижский Биржевой комитет просил выделить для работы на станциях на место бастующих рабочих 500—600 солдат. Аналогичная телеграмма была направлена министру внутренних дел. 21 июля при помощи фирмы Герхартъ и Гей и Биржевого Комитета удалось прийти к соглашению между железнодорожным управлением и рабочими, после чего работа в порту, на таможне и на грузовых станциях возобновилась. Вторая забастовка снова сопровождалась уличными беспорядками. Из-за неисполнимых требований рабочих многие фабрики были вынуждены закрыться и распустить персонал. Особенно чувствительной для жителей Риги была забастовка трамваев, начавшаяся 21 июля и закончившаяся после больших уступок со стороны администрации 13 августа[6].
- 6 августа 1905 года в Курляндии введено военное положение. Власть передана командиру 20-го армейского корпуса генералу Владимиру фон Бекману.
- 7 (20) сентября 1905 года — нападение вооруженных боевиков ЛСДРП из 50 человек под руководством Екаба Дубельштейна (партийный псевдоним «Епис») на Рижскую центральную тюрьму на Матвеевской улице для освобождения заключенных. При нападении убито 15 сотрудников тюрьмы, освобождены приговоренные к смертной казни товарищи: член Рижского комитета ЛСДРП Я.Лацис-Крюгер и руководитель отряда боевиков фабрики «Феникс» Я.Шлесер[7]. В нападении участвовал Христофор Салныньш (партийный псевдоним «Гришка»), который впоследствии выполнял задание партии в Бельгии и Германии для сбора оружия и помощи в освобождении Камо. Подготовка нападения проходила на квартире члена Рижского комитета ЛСДРП, боевика Фрициса Тиесниекса[1].
- 12 октября 1905 года в Риге началась масштабная стачка рабочих-железнодорожников. Несмотря на то, что 20 октября все российские железные дороги возобновили движение, погрузка в Риге не производилась[6].
- 19 октября 1905 года состоялся массовый митинг на улице Нометню (Лагерной) в Задвинье, который собрал более 60 000 человек.
- 20 октября 1905 года генерал-губернатор Лифляндии Николай Звегинцев приказал освободить 101 политического заключенного из рижской Центральной тюрьмы[8].
- 29 октября началась новая забастовка портовых рабочих, закончившаяся 2 ноября. Однако с 3 ноября по 7 ноября снова бастовали железнодорожники[6]. Повторяющиеся забастовки вызвали отказ английских поставщиков угля от заключенных контрактов, тогда как рижским заводам и Риго-Орловской железной дороге для поддержания деятельности до весны требовалось 7 млн пудов угля, которые надо было доставить до окончания судоходства. Возникла угроза оставить промышленность без топлива, и значительную часть населения без хлеба[6].
- 15 ноября в Риге началась забастовка почтовых и телеграфных служащих, продолжавшаяся до 18 декабря — дольше, чем в каком бы то ни было другом регионе империи[6].
- «В Риге заседали революционные съезды волостных старшин и сельских школьных учителей, — констатирует Рижский Биржевой комитет. — Их решения печатались в газетах, население извещалось расклеиваемыми на углах обязательными постановлениями и публикациями о распоряжениях федеративного комитета или исполкома социал-демократической рабочей партии. Эти комитеты чинили суд, постановляли решения и приводили таковыя в исполнение. Убийства чинов полиции, солдат и частных лиц происходили ежедневно. В собраниях создававшихся политических партий, большею частью демократического направления, принимали участие одновременно правительственные чиновники и революционеры, и председательство в этих собраниях находилось иногда тоже в руках правительственных чиновников. Забастовочное движение в школах усердно поддерживалось учителями и заявления или требования депутатов из числа учеников средних школ публиковались в русских газетах. Все и ВСЁ были в движении, все требовали, протестовали, принимали решения и резолюции, распоряжались и управляли. Только правительственных органов не было ни видно, ни слышно»[6].
- 24 ноября началась железнодорожная забастовка рижского узла, продолжавшаяся до 3 декабря. За началом работы уже 9 декабря забастовка охватила уже всю Риго-Орловскую железную дорогу и продолжалась до 23 декабря[6].
- 28 декабря 1905 года Николай II издал указ о назначении временного Прибалтийского генерал-губернатора.
- 13 февраля 1906 года группа боевиков из 12 человек во главе с Янисом Лутером (партийный псевдоним «Бобис») совершила ограбление отделения Государственного банка Российской империи в Гельсингфорсе. В ходе акции и в попытках избежать ареста были убиты 4 человека и ранены 10. За исключением денег, которые были изъяты у арестованных членов группы, партия большевиков получила более 100 тысяч рублей[9]. В том числе на эти деньги в Гамбурге были куплены 500 маузеров, патроны и взрывчатка для боевиков.
- В апреле 1906 года состоялась всеобщая забастовка протеста против нечеловеческого обращения с заключёнными боевиками и расправ над арестованными революционерами без суда.
- 28 июня — восстание военных моряков в Либаве.
- В июле 1906 года было принято решение ЛСДРП объединиться с РСДРП, в результате была создана территориальная организация Социал-демократии Латышского края, которая действовала в статусе автономной организации, входящей в состав РСДРП.
- 19 августа 1906 года был издан закон о военно-полевых судах, вступивший в силу 24 августа. Он фактически развязал руки представителям власти в проведении следствия, вынесении решений о виновности и исполнении наказаний подозреваемым в революционной деятельности и преступлениях против законной власти. Суды проходили за закрытыми дверями без участия защитников, в составе председателя и 4 офицеров. За этим решением последовали циркуляры председателя правительства П. А. Столыпина генерал-губернаторам, губернаторам, градоначальникам от 6 сентября и 9 октября 1906 года, которые предписывали проявить максимальную активность в использовании чрезвычайных полномочий в борьбе с бунтовщиками и оговаривали персональную ответственность за эффективную работу судов[3].
- Отряды «лесных братьев» активно действовали до декабря 1906 года, когда они были ликвидированы по решению социал-демократов. Причиной считается общее свёртывание революционной борьбы в России. Небольшие группы «лесных братьев», не подчинённых социал-демократам, продолжали действовать и после 1906 года, превратившись в обычных бандитов и террористов, учинявших акты насилия по собственному усмотрению[3].
- 2 апреля 1907 года 35 депутатов Госдумы подали запрос о зверствах полиции в Лифляндии и Курляндии в ходе борьбы с революционерами[10].

## Последствия

### Экономика
В отчёте Рижского биржевого общества в январе 1906 года отмечено, что «1905 год должен быть назван роковым в истории торговли и промышленности. Война, полная неудач и поражений, революционное движение, потрясшее все государство в его основах, открытое восстание в прибалтийских губерниях, всеобщие забастовки такого размера, продолжительности и форм, в каких до сих пор они не были известны, аграрное движение, вспыхивающее то здесь то там и характеризованное пожарами и грабежами, еврейские погромы, военные бунты, полный неурожай во многих губерниях и наконец в конце года, продолжавшиеся в течение многих дней открытые уличные бои в исторической второй столице Государства — все это события нанесли глубокий вред торговой деятельности»

### Политическое расследование
Депутат II Государственной думы от города Риги социал-демократ Иван (Янис) Озол собрал значительное количество фактов о пытках в тюрьмах, о злоупотреблениях полицейских чинов и карательных экспедиций. На основании собранных данных и учитывая, что 31 марта 1907 г. в Рижской центральной тюрьме произошло столкновение между тюремной стражей и заключенными, в результате которого 7 арестованных было убито и несколько десятков ранено, социал-демократическая фракция Государственной думы внесла 2 апреля 1907 г. запрос в соответствующую комиссию. В протоколе комиссии от 6 апреля были отражены факты издевательств над заключёнными, расстрелов без суда под предлогом попытки к бегству. Комиссия также рассмотрела многочисленные факты расправ над крестьянами, уничтожения их имущества повсеместно в Лифляндской, Эстляндской губерниях и населённых латышами уездах Витебской. «Задачей истязаний было не столько причинение боли и увечий и устрашение населения, сколько вынуждение показаний, достаточных для предания военно-полевому суду и расстрелу», — отмечалось в документах комиссии.
Собранные данные историков показывают, что вне суда погибло более 2000 жителей Лифляндии, военный суд вынес 427 смертных приговоров. В Сибирь было отправлено 2652 осуждённых, около 7-8 тысяч были лишены свободы.
По данным имперского Охранного отделения, в конце 1906 года еврейский Бунд насчитывал в Российской империи 33 тысячи членов, большевиков было 13 тысяч, меньшевиков — 18 тысяч, польских социал-демократов — 26 тысяч, латышских — 16 тысяч. Таким образом, ЛСДРП стала одной из самых массовых партий в стране.

## Память
- В 1930 году Карлова улица в Риге была переименована в улицу 13 Января, а парк Гризинькалнс — в парк 1905 года, в 1974 году в парке был установлен памятник.
- В 1960 году на улице 13 Января установили Памятник борцам революции 1905 года.